# Salamon Júlia
Salamon Júlia (Csíkszereda, 1980. április 27. –) erdélyi magyar matematikus, egyetemi oktató, Makó Zoltán felesége.

## Élete
1998-ban érettségizett a csíkszeredai Márton Áron Főgimnáziumban. 2002-ben matematika-informatika szakot végzett a kolozsvári Babeș–Bolyai Tudományegyetemen. 2003-ban ugyanott elvégezte a valós és komplex analízis mesterszakot. 2009-ben doktorált szintén a kolozsvári egyetem matematika és informatika karán Hozzájárulás a paraméteres vektoregyensúlyi feladatok elméletéhez című dolgozatával. Jelenleg adjunktus a Sapientia Erdélyi Magyar Tudományegyetem csíkszeredai helyszínén, a matematika-informatika szakcsoport tagja, docens.

## Munkássága
Kutatási területei a doktori témájával kapcsolatosak. Legfontosabb eredménye, hogy a paraméteres vektoregyensúlyi feladatok paramétertől függő megoldásfüggvényének gyenge zártságát és általános Hadamard jól-értelmezettségét igazolta, ennek érdekében új vektortopologikus pszeudomonotonitási fogalmakat vezetett be.

## Könyvei
- Salamon Júlia: Parametric vector equilibrium problems, Scientia Kiadó, Kolozsvár 2011, 152 oldal (ISBN 9789731970462)
- Makó Zoltán, Salamon Júlia: Operációkutatási példatár közgazdászoknak, Scientia Kiadó, Kolozsvár, 2011, 222 oldal (ISBN 9789731970455)
- Teodor Bulboacă, Salamon Júlia: Komplex analízis II. Feladatok és megoldások, Ábel Kiadó, Kolozsvár, 2002, 2007 (második kiadás), 304 oldal (ISBN 973-8239-65-6)
- Bulboacă Teodor, Salamon Júlia, Nagy Enikő, Gheorghe Oros, Georgia Irina Oros: Probleme de analiză complexă I, Editura Universităţii din Oradea, Oradea, 2007, 187 oldal (ISBN 9789737592590)
- András Szilárd, Baricz Árpád, Csapó Hajnalka, Demeter Albert, Lukács Andor, Petru Petra, Salamon Júlia, Szilágyi Jutka, Szilágy Zsolt, Zsombori Gabriella: Megoldások a IX. osztályos tankönyv feladataihoz, Státus Kiadó, Csíkszereda, 2003, 375 oldal (ISBN 973-8311-38-1)

### Szakcikkei (válogatás)
- Salamon Júlia: Closedness and Hadamard well-posedness of the solution map for parametric vector equilibrium problems, Journal of Global Optimization, nr. 47, 2010, pp. 173–183.
- Salamon Júlia, Bogdan Marcel: Closedness of the solution map for parametric weak vector equilibrium problems, Journal of Mathematical Analysis and Applications nr. 364, 2010, pp. 483–491.
- Makó Zoltán, Szenkovits Ferenc, Salamon Júlia, Oláh-Gál Róbert: Stable and Unstable Orbits around Mercury, Celestial Mechanics and Dynamical Astronomy, nr. 108, 2010, pp. 357–370.
- Salamon Júlia: Closedness of the solution map for parametric vector equilibrium problems with trifunctions, Mathematical Reports, nr. 13, 2011, pp. 317–328.
- Salamon Júlia: Some regularities for parametric operator equilibrium problems, Automation, Computers, Applied Mathematics, nr. 19, 2010, pp. 171–178.
- Salamon Júlia, Closedness of the solution map for parametric vector equilibrium problems, Studia Univ. Babeș–Bolyai, Mathematica, vol. LIV, nr. 3, 2009, pp. 137–147.
- Salamon Júlia, Closedness of the solution mapping to parametric vector equilibrium problems, Acta Univ. Sapientiae, Mathematica, nr. 1, 2009, pp. 193–200.